# Dialium excelsum
Dialium excelsum là một loài rau đậu thuộc họ Fabaceae.
Loài này có ở Cộng hòa Dân chủ Congo và Uganda.
Chúng hiện đang bị đe dọa vì mất môi trường sống.